# Kotrčiná Lúčka
Kotrčiná Lúčka – wieś (obec) na Słowacji położona w kraju żylińskim, w okręgu Żylina. Pierwsze wzmianki o miejscowości pochodzą z roku 1439.
Według danych z dnia 31 grudnia 2010, wieś zamieszkiwały 442 osoby, w tym 227 kobiet i 215 mężczyzn.
W 2001 roku rozkład populacji względem narodowości i przynależności etnicznej wyglądał następująco:
- Słowacy – 99,75%